# Crimen en SMP de 2019
Crimen en SMP es el término que los medios de comunicación peruanos dieron a un asesinato doble ocurrido el 8 de septiembre de 2019 en el Distrito de San Martín de Porres, Lima.
Se trata de un asesinato y posterior descuartizamiento del venezolano Rubén Matamoros Delgado y el peruano Jafet Torrico Jara por cinco personas de nacionalidad venezolana, entre hombres y mujeres. El suceso atrajo la atención de los medios internacionales por la crueldad en la que se desarrolló el crimen, pues, los restos fueron repartidos por varias partes de Lima metropolitana, también se registraron actos de xenofobia por parte de la población peruana contra todo lo venezolano a raíz del crimen.

## Desarrollo
Los primeros indicios del crimen se descubrieron la mañana del 9 de septiembre, cuando en el ex terminal Fiori (Distrito de San Martín de Porres) y pocas horas posterior en la plaza de Acho (Distrito de Rímac) se encontraron dos troncos humanos, tiempo después se registró más restos en otros puntos de San Martín de Porres. En las primeras investigaciones la policía dedujo que el hecho se habría producido originalmente en un hostal cercano por la presencia de toallas de hotel.
El 10 de septiembre salieron a la luz grabaciones del Hostal del Señor de Sipán, que la policía ya había intervenido, en donde se mostró que desde el quinto piso se bajaron los restos humanos en diferentes objetos para ocultarlo, y llevarlos a diferentes puntos de la ciudad.
Las víctimas eran Rubén Matamoros Delgado y Jafet Torrico Jara, venezolano y peruano respectivamente. Los asesinatos fueron ordenados por Freddy Romero Sulbarán, alias "Machelo", del "Tren de Aragua".

### Implicados

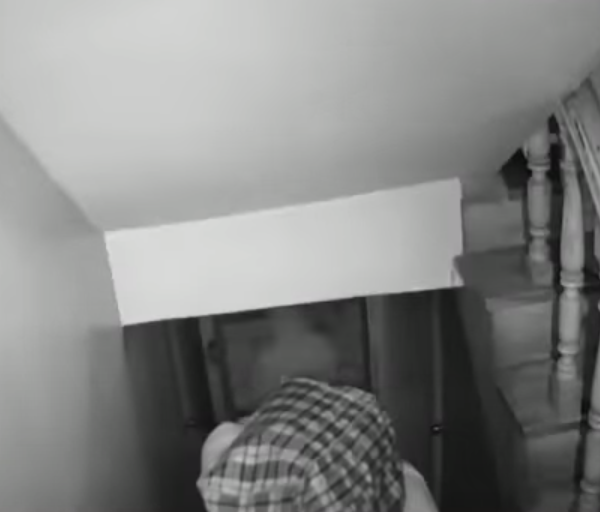
Implicados en el crimen bajan los restos en bolsas de plástico.

El crimen se llevó a cabo en la madrugada del 8 de septiembre, con Alexander Salazar Álvarez (25 años) que trabaja como recepcionista en el mencionado hospedaje, vigilaba que unas mujeres bajaran los cadáveres destrozados, según la policía Salazar había intentado eliminar la evidencia al manipular las cámaras sin lograr su cometido, Salazar fue capturado el 10 de septiembre y ya en una ocasión fue expulsado del Perú.
El 14 de septiembre en una discoteca fue detenida Verónica Andreína Montoya Araujo (25 años), Montoya fue policía en su país natal y tenía orden de captura por asesinar a la madre de su expareja, también estaba implicada en casos de prostitución clandestina, ella fue la autora intelectual de los descuartizamientos.
En esas mismas fechas fue capturado Angelbert Alejandro Díaz, quién había grabado los desmembramientos a los cadáveres y publicado en redes sociales. El 17 de septiembre Abraham Alberto Perozo Borjas fue capturado cuando intentaba pasar la frontera a Ecuador. El 19 de septiembre fue capturada Jacksiver Jhoaury Salcedo Campos, ciudadana también venezolana de 22 años que apareció en las grabaciones.
El 8 de diciembre, la Interpol capturó en Colombia a Freddy Xavier Romero Sulbarán junto a una mujer, Romero de 24 años era otro autor intelectual del doble asesinato. Según la policía en total sería 15 personas los implicados en el crimen. Raúl Felipe Bodero Cerna, fue el taxista que transportó los cuerpos a los diferentes puntos de la ciudad.

### Motivo del crimen
Al principio se pensó que el motivo del crimen fue para evitar que alguna información relacionada con la mafia salga a la luz. En realidad el motivo fue que Torrico expresó que quería ser policía, ese fue el motivo del asesinato, y su compañero venezolano corrió la misma suerte. El grupo criminal tenía el monopolio de la droga y prostitución en el distrito de San Martín de Porres. Angelbert Díaz informó lo siguiente:

A ellos eso les molestó porque en ese lugar todos comercializan droga como la marihuana y la cocaína.

## Consecuencias
Las consecuencias del crimen fue el cierre del hostal Señor de Sipán, así como los negocios de alrededores desde el 16 de septiembre hasta el 15 de octubre. El 23 de septiembre fue liberado Alexander Salazar Álvarez y el 26 de septiembre a Jacksiver Jhoaury Salcedo Campos, otra implicada en el crimen.